# Linea principale Takayama

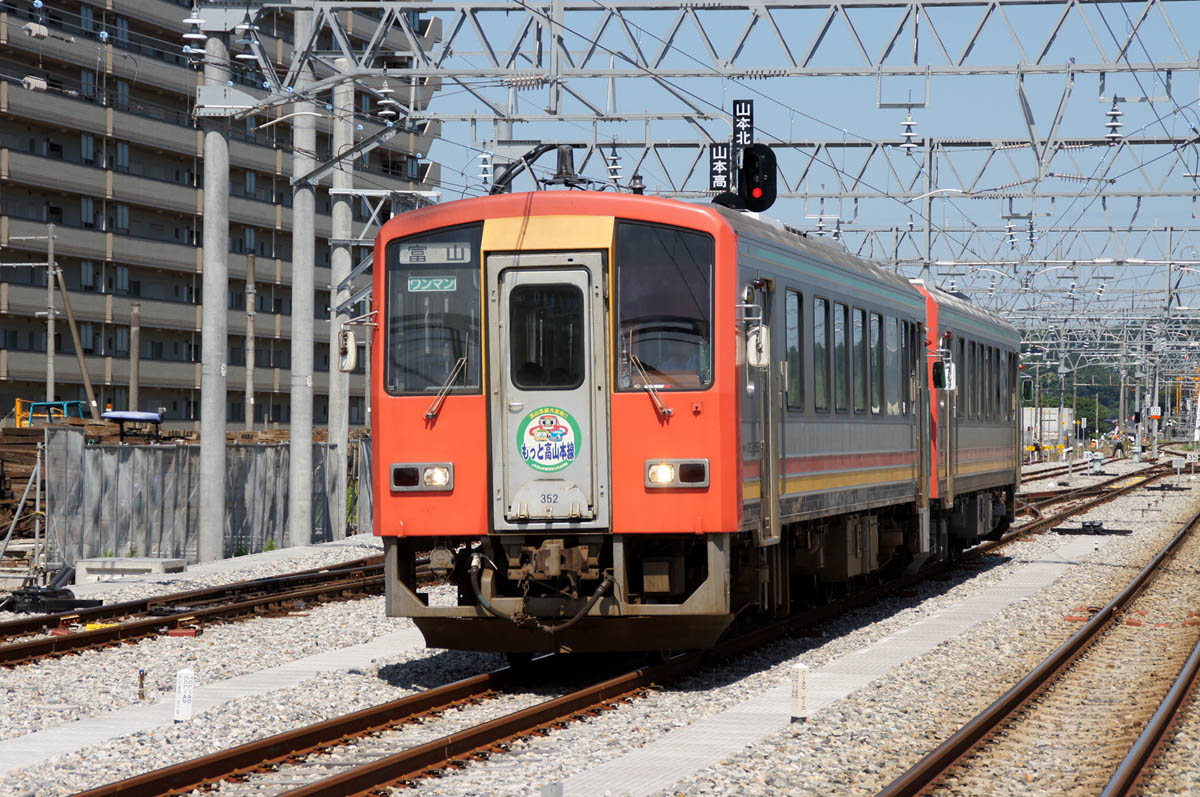
Treno della serie 120 da Toyama Takayama

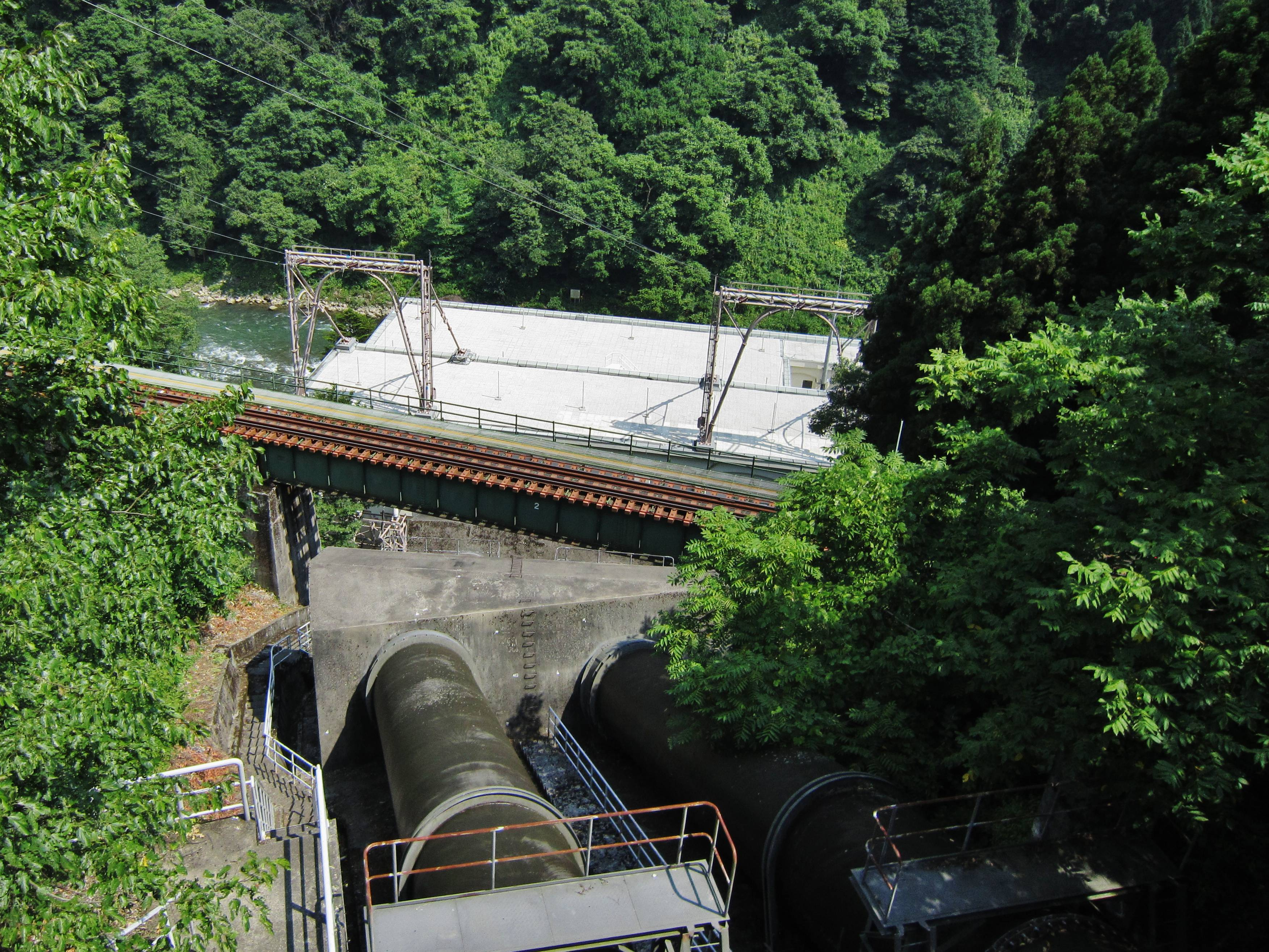
Binari sopra la centrale idroelettrica di Kanidera

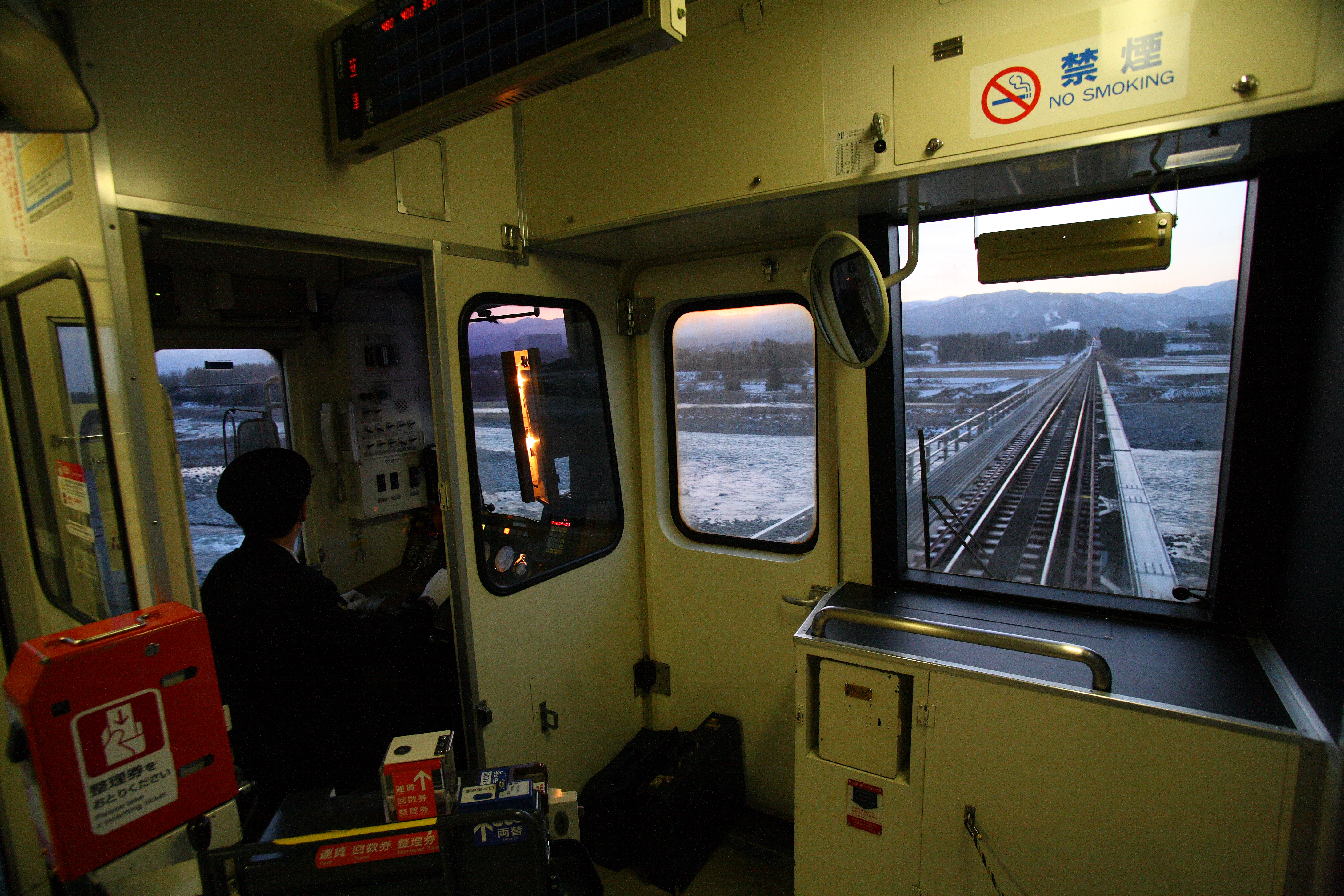
Cabina di guida di un treno locale

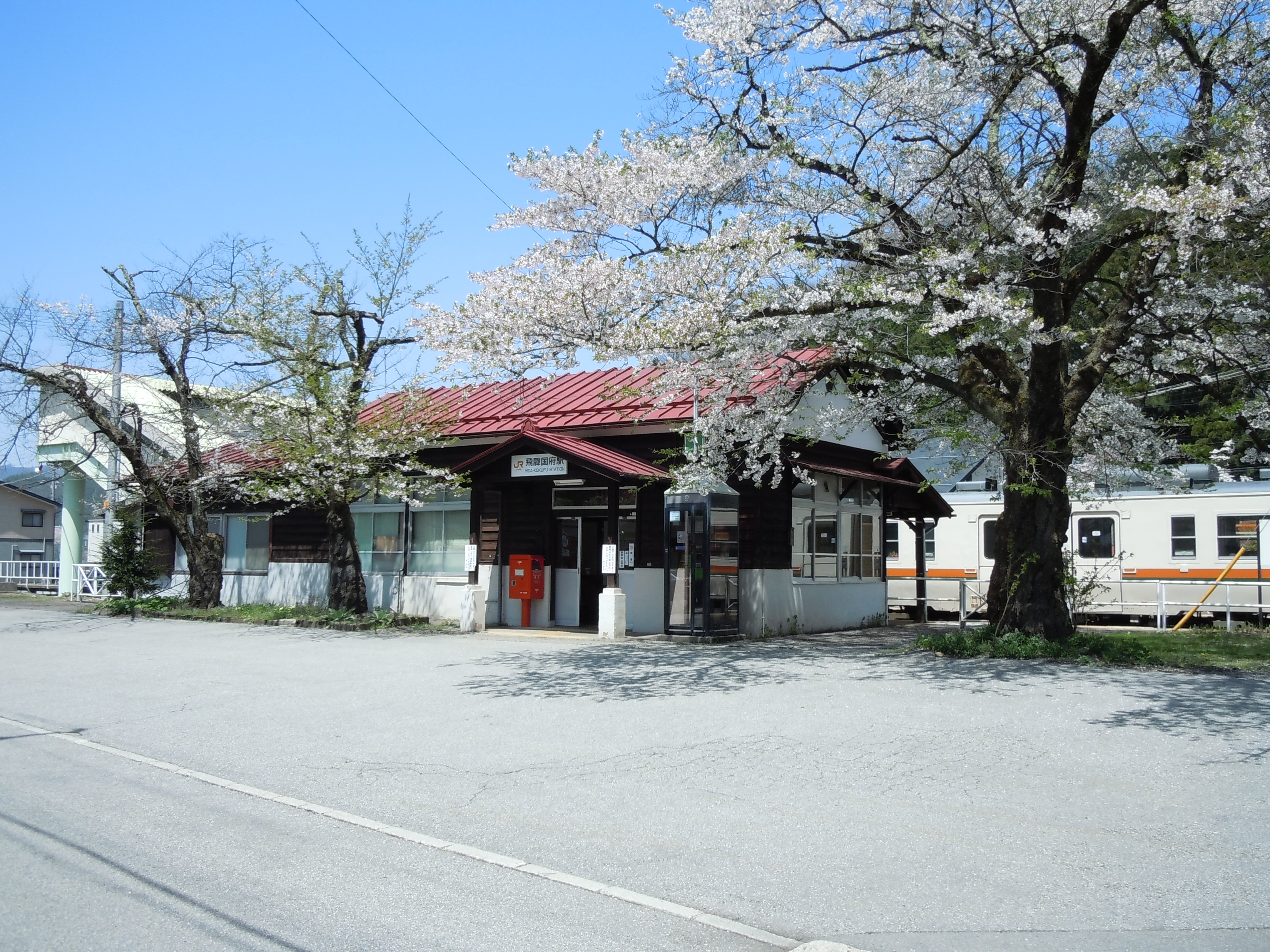
La stazione di Hida-Kokufu

La linea principale Takayama (高山本線?, Takayama-honsen), è una linea ferroviaria giapponese a scartamento ridotto di circa 225 km che collega Gifu con Toyama. Nella parte settentrionale la linea è gestita dalla JR West, mentre nella maggior parte del restante percorso, dalla JR Central. La ferrovia collega direttamente l'area metropolitana del Chūkyō (la conurbazione di Nagoya) con la regione dell'Hokuriku, sebbene utilizzando una combinazione di Shinkansen e linea principale Hokuriku i tempi di percorrenza siano migliori. Tuttavia la linea, passando all'interno delle spettacolari aree della vecchia provincia di Hida e le montagne di Gifu, rappresenta un'importante arteria turistica: fra le varie attrazioni turistiche si hanno la città di Takayama, le case dai tetti di paglia di Shirakawa-gō e il fiume Kiso.

## Storia
La prima sezione della linea, fra Gifu e Kagamigahara, fu aperta nel 1920, e l'intera linea venne completata nel 1934. 
Fra il 2004 e il 2007, parte della linea fra Tsunogawa e Inotani fu chiusa a causa di un'alluvione che ne danneggiò la struttura.

## Servizi
L'espresso limitato Hida collega Nagoya con Takayama, Hida-Furukawa e Toyama, con dieci coppie al giorno, e Ōsaka con Takayama con una coppia al giorno.
La linea è in genere divisa, per i servizi locali, in tre sezioni, fra Gifu e Takayama, fra questa e Inotani, e quindi da quest'ultima fino a Toyama. Fra Gifu e Mino-Ōta ci sono circa 2 treni locali all'ora, mentre per circa 4 ore non sono presenti locali fra Gero e Takayama.

## Stazioni
| Stazione        | Stazione   | Distanza   | Collegamenti                                                                                    | Posizione      | Posizione  |
| JR Central      | JR Central | JR Central | JR Central                                                                                      | JR Central     | JR Central |
| --------------- | ---------- | ---------- | ----------------------------------------------------------------------------------------------- | -------------- | ---------- |
| Gifu            | 岐阜       | 0.0        | ■ Linea principale Tōkaidō Meitetsu Gifu: ■ Linea Meitetsu Kakamigahara ■ Linea Meitetsu Nagoya | Gifu           | Gifu       |
| Nagamori        | 長森       | 4.2        |                                                                                                 | Gifu           | Gifu       |
| Naka            | 那加       | 7.2        |                                                                                                 | Kakamigahara   | Gifu       |
| Sohara          | 蘇原       | 10.4       |                                                                                                 | Kakamigahara   | Gifu       |
| Kagamigahara    | 各務ヶ原   | 13.2       |                                                                                                 | Kakamigahara   | Gifu       |
| Unuma           | 鵜沼       | 17.3       | Shin-Unuma ■ Linea Meitetsu Inuyama ■ Linea Meitetsu Kakamigahara                               | Kakamigahara   | Gifu       |
| Sakahogi        | 坂祝       | 22.5       |                                                                                                 | Sakahogi Kamo  | Gifu       |
| Mino-Ōta        | 美濃太田   | 27.3       | Linea Taita Linea Nagaragawa Etsumi-nan                                                         | Minokamo       | Gifu       |
| Kobi            | 古井       | 30.3       |                                                                                                 | Minokamo       | Gifu       |
| Nakakawabe      | 中川辺     | 34.1       |                                                                                                 | Kawabe Kamo    | Gifu       |
| Shimoasō        | 下麻生     | 37.9       |                                                                                                 | Kawabe Kamo    | Gifu       |
| Kamiasō         | 上麻生     | 43.2       |                                                                                                 | Hichisō Kamo   | Gifu       |
| Shirakawaguchi  | 白川口     | 53.1       |                                                                                                 | Shirakawa Kamo | Gifu       |
| Shimoyui        | 下油井     | 61.7       |                                                                                                 | Shirakawa Kamo | Gifu       |
| Hida-Kanayama   | 飛騨金山   | 66.7       |                                                                                                 | Gero           | Gifu       |
| Yakeishi        | 焼石       | 75.7       |                                                                                                 | Gero           | Gifu       |
| Gero            | 下呂       | 88.3       |                                                                                                 | Gero           | Gifu       |
| Zenshōji        | 禅昌寺     | 93.5       |                                                                                                 | Gero           | Gifu       |
| Hida-Hagiwara   | 飛騨萩原   | 96.7       |                                                                                                 | Gero           | Gifu       |
| Jōro            | 上呂       | 100.8      |                                                                                                 | Gero           | Gifu       |
| Hida-Miyada     | 飛騨宮田   | 105.4      |                                                                                                 | Gero           | Gifu       |
| Hida-Osaka      | 飛騨小坂   | 108.8      |                                                                                                 | Gero           | Gifu       |
| Nagisa          | 渚         | 115.9      |                                                                                                 | Takayama       | Gifu       |
| Kuguno          | 久々野     | 123.2      |                                                                                                 | Takayama       | Gifu       |
| Hida-Ichinomiya | 飛騨一ノ宮 | 129.5      |                                                                                                 | Takayama       | Gifu       |
| Takayama        | 高山       | 136.4      |                                                                                                 | Takayama       | Gifu       |
| Hozue           | 上枝       | 141.0      |                                                                                                 | Takayama       | Gifu       |
| Hida-Kokufu     | 飛騨国府   | 147.6      |                                                                                                 | Takayama       | Gifu       |
| Hida-Furukawa   | 飛騨古川   | 151.3      |                                                                                                 | Hida           | Gifu       |
| Sugisaki        | 杉崎       | 153.6      |                                                                                                 | Hida           | Gifu       |
| Hida-Hosoe      | 飛騨細江   | 156.0      |                                                                                                 | Hida           | Gifu       |
| Tsunogawa       | 角川       | 161.7      |                                                                                                 | Hida           | Gifu       |
| Sakakami        | 坂上       | 166.6      |                                                                                                 | Hida           | Gifu       |
| Utsubo          | 打保       | 176.5      |                                                                                                 | Hida           | Gifu       |
| Sugihara        | 杉原       | 180.5      |                                                                                                 | Hida           | Gifu       |
| Inotani         | 猪谷       | 189.2      |                                                                                                 | Toyama         | Toyama     |
| JR West         |            |            |                                                                                                 |                |            |
| Inotani         | 猪谷       |            |                                                                                                 | Toyama         | Toyama     |
| Nirehara        | 楡原       | 196.2      |                                                                                                 | Toyama         | Toyama     |
| Sasazu          | 笹津       | 200.5      |                                                                                                 | Toyama         | Toyama     |
| Higashi-Yatsuo  | 東八尾     | 205.0      |                                                                                                 | Toyama         | Toyama     |
| Etchū-Yatsuo    | 越中八尾   | 208.7      |                                                                                                 | Toyama         | Toyama     |
| Chisato         | 千里       | 213.6      |                                                                                                 | Toyama         | Toyama     |
| Hayahoshi       | 速星       | 217.9      |                                                                                                 | Toyama         | Toyama     |
| Fuchū-Usaka     | 婦中鵜坂   | 219.6      |                                                                                                 | Toyama         | Toyama     |
| Nishi-Toyama    | 西富山     | 222.2      |                                                                                                 | Toyama         | Toyama     |
| Toyama          | 富山       | 225.8      | Linea principale Hokuriku Linea Toyama Chihō principale Tram di Toyama Linea Toyamakō           | Toyama         | Toyama     |

## Passing loops

### Hisuikyō
Hichisō (Coordinate: 35°32′42.5″N 137°08′39.26″E )

### Washibara
Shirakawa
(Coordinate: 35°36′06.48″N 137°10′24.24″E )

### Fukurai
Gero
(Coordinate: 35°40′51.45″N 137°10′00.23″E )

### Shōgano
Gero 
(Coordinate: 35°47′42.41″N 137°15′13.18″E )

Hisuikyō A: Kamiasō B: Shirakawaguchi
Washibara A: Shirakawaguchi B: Shimoyui
Fukurai. A: Yakeishi B: Hida-Kanayama
Shōgano A: Yakeishi B: Gero